# ВК Добруджа 07
ВК Добруджа 07 е български волейболен клуб от град Добрич, шампион на България през сезон 2015/16. 
Основан през 2007 година в Добрич. До 2011 г. носи името „Добротица“. Клубът се явява естествено продължение на ВК Добруджа, развивал успешно волейболна дейност през втората половина на миналия век.

## Успехи
- Шампион на България (1): 2016
- Вицешампион на България (1): 2015
- Бронзов медалист на България (1): 2020
- Носител на Купата на България (2): 2015, 2017
- Финалист за Купата на България (3): 2014, 2016, 2021

## Състав, Efbet Супер Волей 2024/2025
Разпределители:
- Стефан Георгиев
- Никола Карагьозов

Центрове:
- Светослав Арнаудов
- Александър Николов
- Виктор Бодуров
- Георги Иванов

Диагонали:
- Мирослав Градинаров
- Мартин Вълев

Посрещачи:
- Николай Иванов
- Цветелин Цветанов
- Даниел Павлов
- Иво Деянов

Либеро:
- Николай Тодоров;
- Самуил Василев;

## Шампионски състав 2015 – 2016
Треньор:
 Мирослав Живков